# Râul Mare, Cugir
Râul Mare sau Râul Canciu este un curs de apă, afluent de dreapta al râului Cugir. 

## Generalități
Râul Canciu are șapte afluenți de stânga și șase afluenți de dreapta care sunt semnificativi.